# ナイティア
ナイティア（学名：Knightia）は、ニシン目ニシン科に属する絶滅した硬骨魚類の属の一つである。始新世に北アメリカやアジアの河川や淡水湖に生息した。1907年にデイビッド・スター・ジョーダンによって記載され、属名は「ロッキー山脈の古生物学における不撓不屈の学者」と呼ばれるワイオミング大学教授ウィルバー・クリントン・ナイトへの献名である。ワイオミング州の州の化石に指定されており、世界で最も一般的に発掘される化石魚類である。
ニシンなどと同じ科に属する。Knightia alta と Knightia eocaena は元々ニシン属として記載されていた。
現在のニシン科の魚類と同様に、藻類や珪藻、昆虫、ときには小型の魚類を摂食していた可能性が高い。

## 形態
背腹双方の正中線上に稜鱗の列を持つ、"double-armored herring"と呼ばれる形態的特徴を有する。多くの鱗と小型の円錐形の歯が備わっていた。体の大きさは種によって様々である。Knightia eocaena は最大の種であり、大半の標本は全長15センチメートル以下であるものの、25センチメートルに達する個体もいた。Knightia alta は幅広で全長が短く、標本は平均6 - 10センチメートルである。

## 捕食者
群れを作る小型魚類であり、より大型の始新世の捕食者の主要な餌となっていた。グリーンリバー累層からは顎や腹部にナイティアを含んだ、ディプロミストゥス、レピソステウス、アンフィプラガ、ミオプロスス、ファレオドゥス、アミアなどの大型魚類の化石が豊富に発見されている。